# 原種良
原 種良（はら たねよし）は戦国時代から江戸時代の武将、福岡藩士。黒田二十四騎の一人。通称は弥左衛門（やざえもん）、左近太夫、孫三郎、伊予守。号は樹中庵。子に種盛、与六がいる。
筑前国原田氏の一族で、豊前国宝珠山氏の一族と伝えられている。父は大友宗麟の家臣・宝珠山隆信。
天正14年（1586年）、豊臣秀吉の九州平定の際、黒田孝高に人質として出され、案内役となる。翌天正15年（1587年）、黒田家の家臣となった。その際、姓の読みが長いとして原姓に改める。同年の城井谷攻めでは、神楽山城の防衛や雁股ヶ岳城の攻撃に当たった。その後文禄・慶長の役に従軍。関ヶ原の戦いでは安岐城の戦いで功を上げ、200石の加増を約束された。
慶長7年（1602年）、筑前国鞍手郡で2,000石を拝領。慶長14年（1609年）、福岡城代となる。慶長16年（1611年）、領地を夜須郡・下座郡に移される。慶長20年（1615年）1月より大坂城外堀の埋め立てに参加。元和6年（1620年）、黒田長政に野村祐直・野口一吉と共に遠賀郡堀川の開削工事を命じられ、翌年より工事に当たるが、長政の死去により中止となる。
寛永10年（1633年）の黒田騒動後、栗山利章に代わって左右良城（麻底良城）の押さえを任され、伊予守を称した。寛永16年（1639年）に隠居し、孫の種常に家督を譲り、樹中庵と号する。同年10月26日、83歳で死去。墓所は福岡市博多区の順心寺。
里村昌琢に師事して連歌をたしなみ、寡黙で実直な人物であった。